# 马赛有轨电车3号线
马赛有轨电车3号线（法語：Ligne 3 du tramway de Marseille）是法国东南部城市马赛的一条有轨电车线路，全长3.6公里。

## 历史
马赛有轨电车3号线于2015年5月30日开通，其中"贝尔桑斯—卡斯泰朗"区段为新建车站，而以北的路段则与2号线共线。

## 路线
马赛有轨电车3号线呈南北走向，全线共12个车站，全程均在马赛市镇范围内，其中贝尔桑斯—草仓之间的路段和2号线共线。

## 运营
马赛有轨电车3号线每天运营时间为5:25至次日0:15，工作日白天平均6-7分钟一班，周日及节假日平均12-15分钟一班，不分大小交路，全程运行时间大约为20分钟。

## 车型
马赛所有的有轨电车线路均采用由庞巴迪生产的特供列车，根据马赛交通局的要求专门设计，共有32列。该列车长42.5米，可装载最多200人。

## 车辆所
3号线的车辆所为"圣皮耶尔"（Saint-Pierre），位于1号线的同名车站附近。

## 車站列表
马赛有轨电车3号线的所有车站都位於马赛境内。
| 马赛有轨电车3号线车站 |          |                |          |            |
| 中文站名              | 法文站名 | 站台类型       | 所在区域 | 可换乘线路 |
| 阿朗克-草仓站         |          | 地面双侧式站台 | 2区      |            |
| 欧洲地中海-冈泰斯站   |          | 地面双侧式站台 | 2区      |            |
| 若利耶特站            |          | 地面双侧式站台 | 2区      |            |
| 共和-达姆站           |          | 地面双侧式站台 | 2区      |            |
| 萨迪-卡尔诺站         |          | 地面双侧式站台 | 2区      |            |
| 贝尔桑斯-阿尔卡扎尔站 |          | 地面双侧式站台 | 1区      |            |
| 圣路易街站            |          | 地面双侧式站台 | 1区      |            |
| 罗马-达夫索站         |          | 地面双侧式站台 | 6区      |            |
| 罗马广场站            |          | 地面双侧式站台 | 6区      |            |
| 罗马-龙站             |          | 地面双侧式站台 | 6区      |            |
| 卡斯泰朗站            |          | 地面双侧式站台 | 6区      |            |
| 1.                    |          |                |          |            |